# Debauchery
Debauchery est un groupe allemand de death 'n' roll, originaire de Stuttgart, Bade-Wurtemberg. Le groupe est initialement formé en 1997 sous le nom de Maggotcunt. Il change de nom pour Debauchery en 2000, et publie trois ans plus tard son premier album studio, Kill Maim Burn.

## Historique

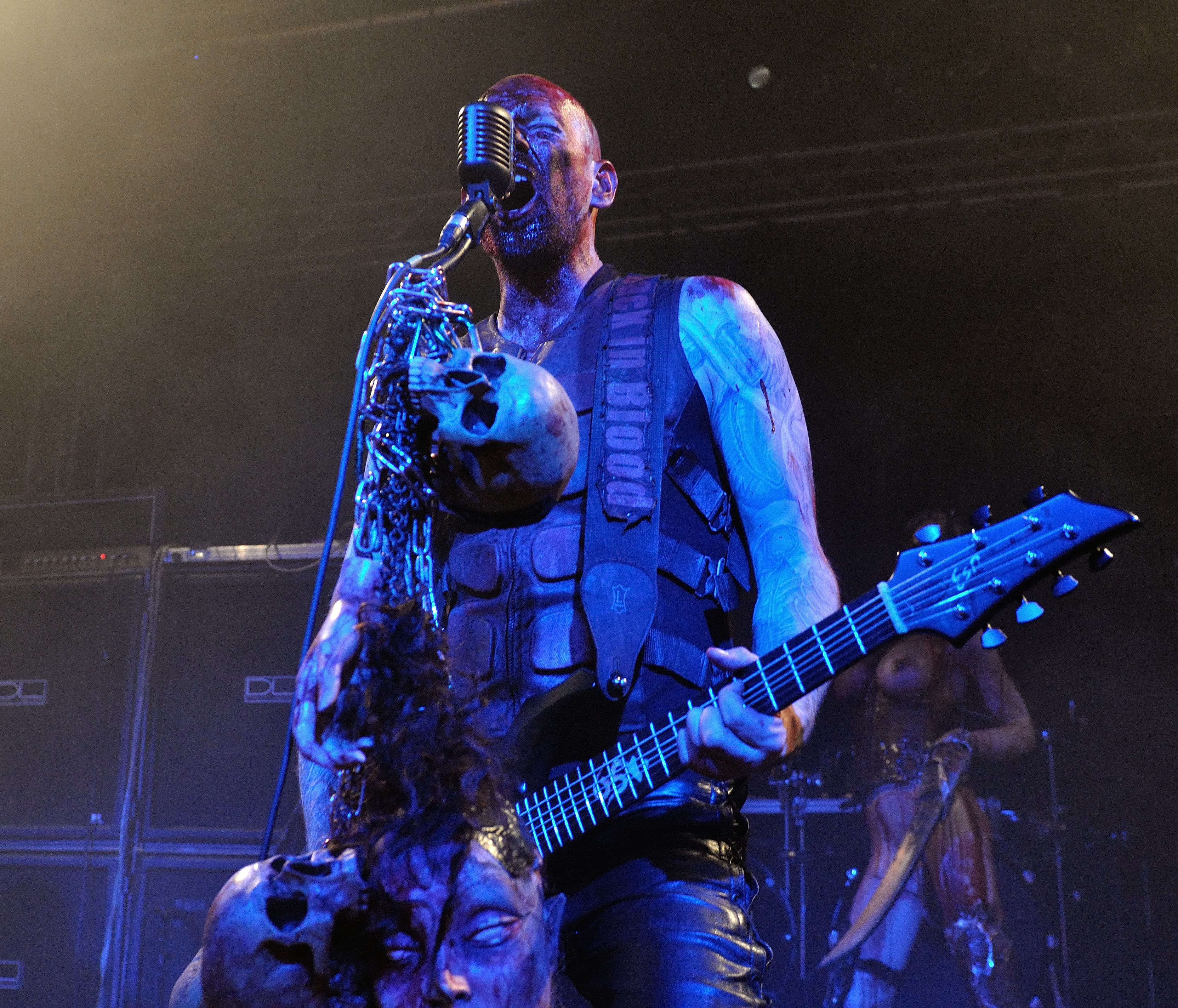
Thomas Gurrath, en 2015.

Le groupe est initialement formé en 1997 sous le nom de Maggotcunt par Thomas Gurrath. Le groupe change de nom en Debauchery, en 2000. Sous ce nom, ils publient une première démo intitulée Zombie, en 2001. Debauchery comprend à cette période Thomas Gurrath (chant, guitares et basse) et un certain Dani (batterie) jusqu'à ce que Dani soit contraint de quitter le groupe en 2006 après une bagarre sur scène avec Thomas. Depuis, Thomas est le seul membre officiel de Debauchery[réf. nécessaire] ; il chante, joue de la guitare et la basse dans le studio et s'occupe de la production de tous les albums. Thomas embauchera par la suite des musiciens de studio pour jouer de la batterie et la guitare. 
En 2003, le groupe publie son premier album studio, intitulé Kill Maim Burn, qui comprend un total de onze chansons. En 2004 sort leur deuxième album, Rage of the Bloodbeast au label Black Attakk Records. Il suit en 2005, d'un troisième album, intitulé Torture Pit.
En novembre 2006, Debauchery signe au label AFM Records. En parallèle, le groupe passe du temps aus studios House of Music de Winterach, en Allemagne, avec le producteur Dennis Ward pour un album à paraître en 2007 sous format double digipack, comprenant un CD bonus de sept reprises de groupes comme Rammstein, Manowar et The Beatles. Cet album, intitulé Back in Blood, est annoncé et publié le 23 mars 2007,. En 2008, les membres Debauchery en live, autoproclamés la Kill Team, sont en constante évolution[réf. nécessaire]. La même année, le groupe sort l'album Continue to Kill en avril. En mars 2009, Debauchery publie une bande-annonce vidéo de Rockers and War, leur nouvel album, et suite de Continue to Kill annoncé pour le 3 avril la même année via AFM Records. L'album comprendra les titres New Rock, 3 Riff Hit, Demon Lady, Hammer of the Blood God, et I'm a Rocker.
À cause de la pression médiatique, Gurrath se sépare du groupe à la fin de 2010. Au début de 2011, le groupe annonce un nouvel album. En mars 2011 sort l'album Germany’s Next Death Metal au label AFM Records,, qui fait participer le groupe de hard rock Big Ball et Blood God. En février 2013, le groupe signe au label Massacre Records, auquel il publie son huitième album, intitulé Kings of Carnage, le 2 août 2013. 
Le 25 décembre 2014, le groupe annonce un nouvel album, Fuck Humanity, prévu pour juin 2015. En juin, la liste des titres est révélée. Finalement, l'album est annoncé pour le 10 juillet via Massacre Records. À sa sortie, l'album est bien accueilli par la presse spécialisée,,.

## Style musical et image
Le groupe est particulièrement connu pour ses reprises de classiques heavy metal traditionnel en version death 'n' roll ainsi que pour leur attitude scénique, les vêtements et la peau trempés de faux sang[réf. nécessaire]. Leurs textes ainsi que leurs pochettes d'albums tourne principalement sur le thème du sang, de tuer, mutiler et brûler. ils ont notamment deux mascottes qui reviennent sur plusieurs de leur albums, l'une est un personnage féminin en bikini la peau trempé de sang et l'autre est une sorte de bête guerrière en armure et vengeresse.
Les membres principaux se font octroyer des surnoms pour la scène : Thomas Gurrath (The Bloodbeast), le bassiste (The Bloodpriest), et le batteur (The Bloodhammer).

## Membres

### Membres actuels
- Marius « Mr. Death » Hamann - batterie[1]
- Fabian « Mr. Kill » Streich - guitare[1]
- Thomas « The Bloodbeast » « Blutgott » Gurrath - basse (2000-2003), guitare (2000-2003, depuis 2004), chant (depuis 2000)[1]

### Anciens membres
- Marco « Mr. Blood » - basse[1]
- Tomasz « Nefastus » Helberg - batterie[1]
- Chris Vahlbruch - guitare (?-2003)[1]
- Ronald Squire - batterie (2000-2003)[1]
- Daniel « Dani » Sandvoss - batterie (2003-2005), guitare (2005-2006)[1]
- Eri - guitare (2003-2004)[1]
- Chris « Mad Butcher » Fischer - basse (2005)[1]
- Joshi Wang - guitare (2007-?)[1]
- Oliver Grbavac - basse (2010-2011)[1]
- Murderdoll - basse (2011-?)[1]